# Arcidiocesi di Denver
L'arcidiocesi di Denver (in latino Archidioecesis Denveriensis) è una sede metropolitana della Chiesa cattolica negli Stati Uniti d'America. Nel 2021 contava 608.182 battezzati su 3.877.352 abitanti. È retta dall'arcivescovo Samuel Joseph Aquila.

## Territorio
L'arcidiocesi copre la parte settentrionale dello Stato del Colorado per un totale di 25 contee: Moffat, Rio Blanco, Garfield, Routt, Eagle, Pitkin, Jackson, Grand, Summit, Clear Creek, Gilpin, Boulder, Larimer, Jefferson, Broomfield, Weld, Morgan, Adams, Arapahoe, Denver, Logan, Washington, Sedgwick, Phillips e Yuma.
Sede arcivescovile è la città di Denver, dove si trova la cattedrale dell'Immacolata Concezione (Immaculate Conception Cathedral).
Il territorio si estende su 104.192 km² ed è suddiviso in 124 parrocchie.

### Provincia ecclesiastica
La provincia ecclesiastica di Denver, istituita nel 1941, comprende le seguenti suffraganee:
- diocesi di Cheyenne,
- diocesi di Colorado Springs,
- diocesi di Pueblo.

## Storia
Il vicariato apostolico del Colorado e dello Utah fu eretto il 3 marzo 1868 con il breve Summi apostolatus di papa Pio IX, ricavandone il territorio dalla diocesi di Santa Fe (oggi arcidiocesi).
Il 23 febbraio 1871 assunse il nome di vicariato apostolico del Colorado contestualmente alla cessione dei territori dello Utah all'arcidiocesi di San Francisco.
Il 16 agosto 1887 il vicariato apostolico fu elevato a diocesi, con il nome di diocesi di Denver, in forza del breve Quae catholico nomini di papa Leone XIII. La diocesi era inizialmente suffraganea dell'arcidiocesi di Santa Fe.
Il 15 novembre 1941 ha ceduto una porzione del suo territorio a vantaggio dell'erezione della diocesi di Pueblo e nel contempo è stata elevata al rango di arcidiocesi metropolitana con la bolla Quae ad maius di papa Pio XII.
Il 10 novembre 1983 ha ceduto un'altra porzione del suo territorio a vantaggio dell'erezione della diocesi di Colorado Springs.
Dal 10 al 15 agosto 1993 l'arcidiocesi ha ospitato l'VIII Giornata mondiale della gioventù.

## Cronotassi dei vescovi
Si omettono i periodi di sede vacante non superiori ai 2 anni o non storicamente accertati.
- Joseph Projectus Machebeuf (Macheboeuf) † (3 marzo 1868 - 10 luglio 1889 deceduto)
- Nicholas Chrysostom Matz † (10 luglio 1889 succeduto - 9 agosto 1917 deceduto)
- John Henry Tihen † (21 settembre 1917 - 6 gennaio 1931 dimesso[5])
- Urban John Vehr † (17 aprile 1931 - 18 febbraio 1967 ritirato[6])
- James Vincent Casey † (18 febbraio 1967 - 14 marzo 1986 deceduto)
- James Francis Stafford (3 giugno 1986 - 20 agosto 1996 nominato presidente del Pontificio consiglio per i laici)
- Charles Joseph Chaput, O.F.M.Cap. (18 marzo 1997 - 19 luglio 2011 nominato arcivescovo di Filadelfia)
- Samuel Joseph Aquila, dal 29 maggio 2012

## Statistiche
L'arcidiocesi nel 2021 su una popolazione di 3.877.352 persone contava 608.182 battezzati, corrispondenti al 15,7% del totale.
| anno | popolazione | popolazione | popolazione | presbiteri | presbiteri | presbiteri | presbiteri                | diaconi | religiosi | religiosi | parrocchie |
| anno | battezzati  | totale      | %           | numero     | secolari   | regolari   | battezzati per presbitero | diaconi | uomini    | donne     | parrocchie |
| ---- | ----------- | ----------- | ----------- | ---------- | ---------- | ---------- | ------------------------- | ------- | --------- | --------- | ---------- |
| 1908 | 99.485      | ?           | ?           | 133        | 62         | 71         | 748                       |         |           |           |            |
| 1950 | 100.299     | 850.000     | 11,8        | 246        | 138        | 108        | 407                       |         | 121       | 1.000     | 92         |
| 1966 | 260.848     | 1.347.575   | 19,4        | 328        | 176        | 152        | 795                       |         | 172       | 1.117     | 109        |
| 1970 | 288.598     | 1.642.400   | 17,6        | 530        | 179        | 351        | 544                       |         | 377       | 933       | 114        |
| 1976 | 312.173     | 2.109.806   | 14,8        | 417        | 215        | 202        | 748                       | 24      | 249       | 937       | 128        |
| 1980 | 309.839     | 2.321.400   | 13,3        | 387        | 177        | 210        | 800                       | 61      | 283       | 931       | 132        |
| 1990 | 330.000     | 2.325.000   | 14,2        | 327        | 165        | 162        | 1.009                     | 114     | 231       | 574       | 111        |
| 1999 | 346.144     | 2.644.004   | 13,1        | 285        | 159        | 126        | 1.214                     | 134     | 22        | 436       | 112        |
| 2000 | 363.460     | 2.719.279   | 13,4        | 297        | 165        | 132        | 1.223                     | 139     | 140       | 477       | 106        |
| 2001 | 373.500     | 2.719.300   | 13,7        | 299        | 173        | 126        | 1.249                     | 149     | 153       | 427       | 113        |
| 2002 | 373.500     | 2.907.800   | 12,8        | 307        | 180        | 127        | 1.216                     | 149     | 154       | 404       | 113        |
| 2003 | 367.996     | 2.907.800   | 12,7        | 308        | 186        | 122        | 1.194                     | 143     | 149       | 464       | 119        |
| 2004 | 344.015     | 2.996.708   | 11,5        | 309        | 190        | 119        | 1.113                     | 195     | 130       | 332       | 120        |
| 2006 | 398.250     | 3.074.315   | 13,0        | 307        | 195        | 112        | 1.297                     | 171     | 127       | 316       | 120        |
| 2010 | 541.410     | 3.299.911   | 16,4        | 306        | 198        | 108        | 1.769                     | 184     | 131       | 261       | 119        |
| 2013 | 563.441     | 3.472.884   | 16,2        | 306        | 204        | 102        | 1.841                     | 185     | 124       | 219       | 123        |
| 2016 | 582.910     | 3.606.604   | 16,2        | 333        | 216        | 117        | 1.750                     | 197     | 141       | 182       | 123        |
| 2019 | 604.800     | 3.776.083   | 16,0        | 296        | 188        | 108        | 2.043                     | 195     | 134       | 180       | 124        |
| 2021 | 608.182     | 3.877.352   | 15,7        | 286        | 185        | 101        | 2.126                     | 192     | 204       | 172       | 124        |

## Galleria d'immagini

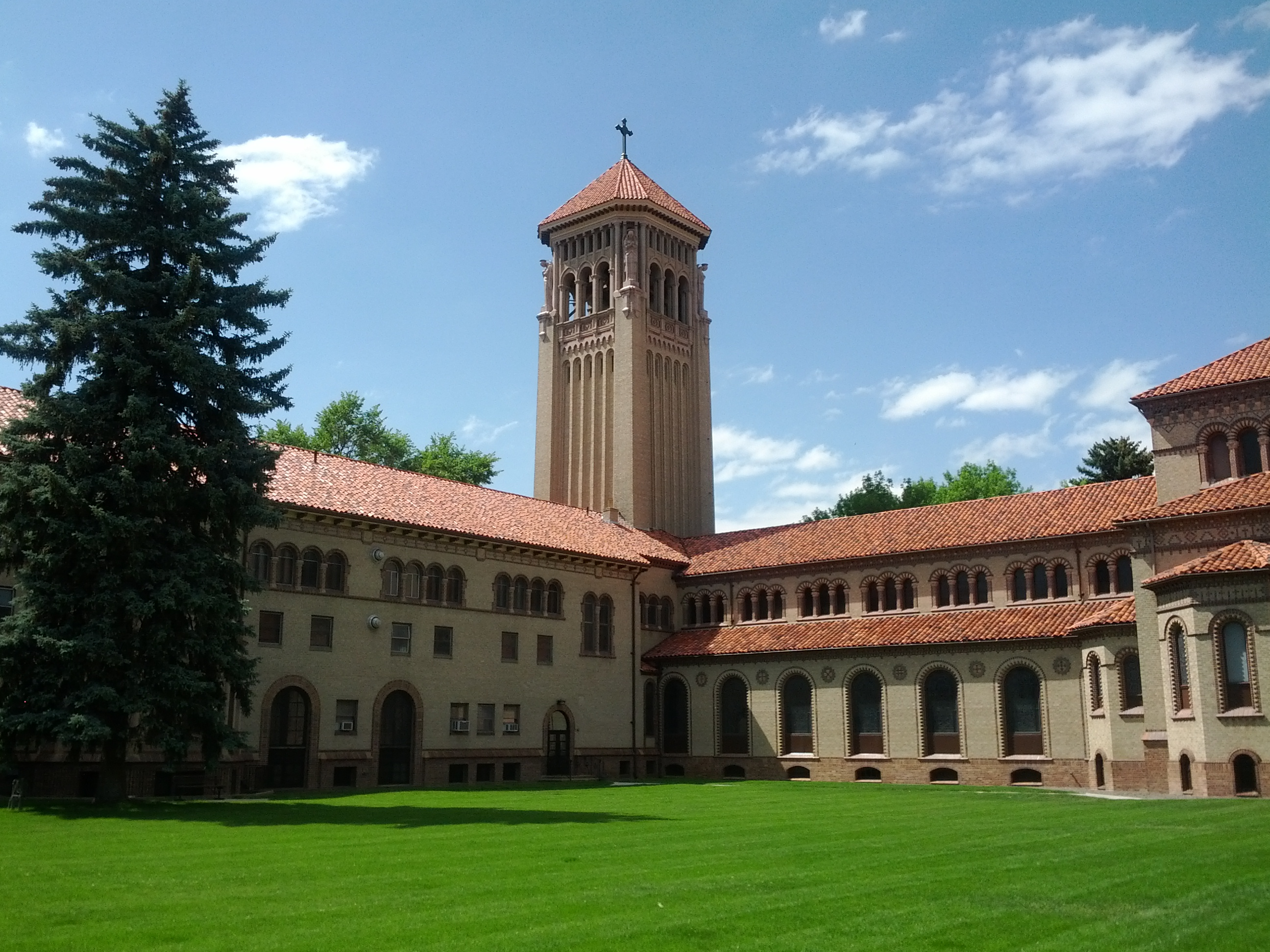
Il seminario arcivescovile di Denver (Saint John Vianney Theological Seminary)
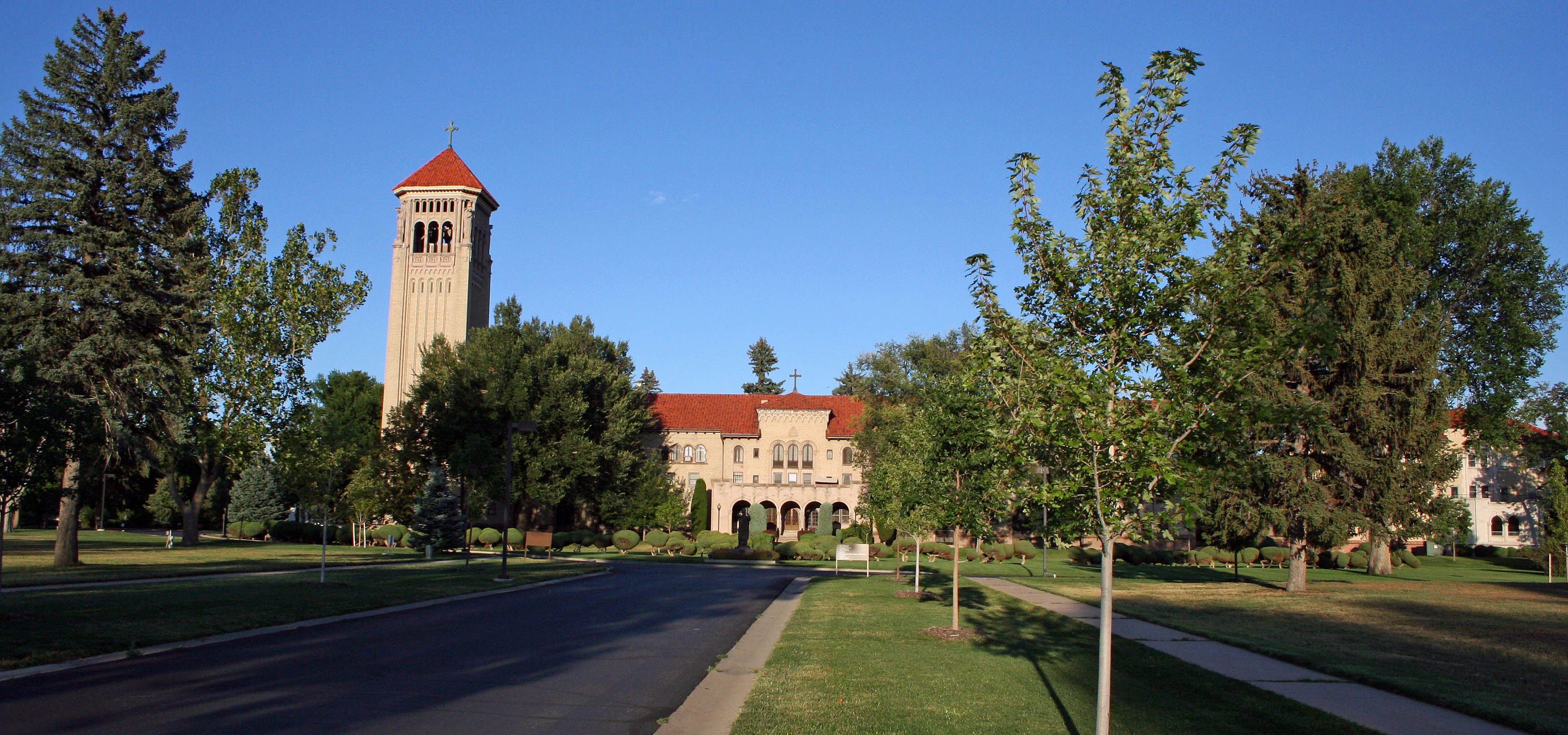
Il St. John Paul II Center for the New Evangelization di Denver